# 2012 VR128
2012 VR128 est un cubewano ayant une magnitude absolue de 4,68 avec un diamètre estimé à plus de 480 km ce qui en fait en candidat au titre de planète naine.